# Liste der Nummer-eins-Hits in den Rhythmic Airplay Charts (2020)
Dies ist eine Liste der Nummer-eins-Hits in den Rhythmic Airplay Charts im Jahr 2020.

## Singles
| ← 2019 ← | Liste der Nummer-eins-Hits in den Rhythmic Airplay Charts | Liste der Nummer-eins-Hits in den Rhythmic Airplay Charts | Liste der Nummer-eins-Hits in den Rhythmic Airplay Charts | 2021 →                    |
| \| Zeitraum \| Wo. ges. \| Interpret \| Titel Autor(en) \| Zusätzliche Informationen \| \| (Zeitraum, Wochen auf Platz eins, Interpret, Titel, Autor[en], zusätzliche Informationen) \| \| \| \| \| \| ----------------------------------------------------------------------------------------- \| -------- \| ------------------------------------------------ \| ------------------- \| ------------------------- \| \| 28. Dezember 2019 – 17. Januar 2020 3 Wochen \| 3 \| Layton Greene, Lil Baby, City Girls & PnB Rock \| Leave Em Alone \| – \| \| 18. Januar 2020 – 24. Januar 2020 1 Woche \| 1 \| Mustard & Roddy Ricch \| Ballin’ \| – \| \| 25. Januar 2020 – 7. Februar 2020 2 Wochen (insgesamt 3) \| 3 \| Arizona Zervas \| Roxanne \| – \| \| 8. Februar 2020 – 14. Februar 2020 1 Woche \| 1 \| The Weeknd \| Heartless \| – \| \| 15. Februar 2020 – 14. Februar 2020 1 Woche (insgesamt 3) \| 3 \| Arizona Zervas \| Roxanne \| – \| \| 22. Februar 2020 – 20. März 2020 4 Wochen (insgesamt 6) \| 6 \| Roddy Ricch \| The Box \| – \| \| 21. März 2020 – 27. März 2020 1 Woche \| 1 \| Future feat. Drake \| Life Is Good \| – \| \| 28. März 2020 – 3. April 2020 1 Woche \| 1 \| Russ & Bia \| Best On Earth \| – \| \| 4. April 2020 – 17. April 2020 2 Wochen (insgesamt 6) \| 6 \| Roddy Ricch \| The Box \| – \| \| 18. April 2020 – 8. Mai 2020 3 Wochen \| 3 \| Doja Cat \| Say So \| – \| \| 9. Mai 2020 – 29. Mai 2020 3 Wochen \| 3 \| Drake \| Toosie Slide \| – \| \| 30. Mai 2020 – 12. Juni 2020 2 Wochen \| 2 \| Megan Thee Stallion feat. Beyoncé \| Savage (Remix) \| – \| \| 13. Juni 2020 – 19. Juni 2020 1 Woche \| 1 \| Roddy Ricch feat. Mustard \| High Fashion \| – \| \| 20. Juni 2020 – 3. Juli 2020 2 Wochen \| 2 \| Lil Mosey \| Blueberry Faygo \| – \| \| 4. Juli 2020 – 17. Juli 2020 2 Wochen (insgesamt 9) \| 9 \| DaBaby feat. Roddy Ricch \| Rockstar \| – \| \| 18. Juli 2020 – 24. Juli 2020 1 Woche \| 1 \| Jack Harlow feat. DaBaby, Tory Lanez & Lil Wayne \| Whats Poppin \| – \| \| 25. Juli 2020 – 31. Juli 2020 1 Woche (insgesamt 9) \| 9 \| DaBaby feat. Roddy Ricch \| Rockstar \| – \| \| 1. August 2020 – 7. August 2020 1 Woche \| 1 \| Chris Brown feat. Young Thug \| Go Crazy \| – \| \| 8. August 2020 – 18. September 2020 6 Wochen (insgesamt 9) \| 9 \| DaBaby feat. Roddy Ricch \| Rockstar \| – \| \| 19. September 2020 – 25. September 2020 1 Woche \| 1 \| DJ Khaled feat. Drake \| Popstar \| – \| \| 26. September 2020 – 2. Oktober 2020 1 Woche \| 1 \| Cardi B feat. Megan Thee Stallion \| WAP \| – \| \| 3. Oktober 2020 – 6. November 2020 5 Wochen \| 5 \| Drake feat. Lil Durk \| Laugh Now Cry Later \| – \| \| 7. November 2020 – 27. November 2020 3 Wochen \| 3 \| 24kGoldn feat. Iann Dior \| Mood \| – \| \| 28. November 2020 – 11. Dezember 2020 2 Wochen \| 2 \| Internet Money & Gunna feat. Don Toliver & Nav \| Lemonade \| – \| \| 12. Dezember 2020 – 25. Dezember 2020 2 Wochen (insgesamt 5) \| 5 \| Pop Smoke feat. Lil Baby & DaBaby \| For The Night \| – \| \| 26. Dezember 2020 – 1. Januar 2021 1 Woche \| 1 \| Jhené Aiko feat. H.E.R. \| B.S. \| – \| |                                                           |                                                           |                                                           |                           |
| ← 2019 |                                                           |                                                           |                                                           | → 2021 →                  |
| Zeitraum | Wo. ges.                                                  | Interpret                                                 | Titel Autor(en)                                           | Zusätzliche Informationen |
| (Zeitraum, Wochen auf Platz eins, Interpret, Titel, Autor[en], zusätzliche Informationen) |                                                           |                                                           |                                                           |                           |
| 28. Dezember 2019 – 17. Januar 2020 3 Wochen | 3                                                         | Layton Greene, Lil Baby, City Girls & PnB Rock            | Leave Em Alone                                            | –                         |
| 18. Januar 2020 – 24. Januar 2020 1 Woche | 1                                                         | Mustard & Roddy Ricch                                     | Ballin’                                                   | –                         |
| 25. Januar 2020 – 7. Februar 2020 2 Wochen (insgesamt 3) | 3                                                         | Arizona Zervas                                            | Roxanne                                                   | –                         |
| 8. Februar 2020 – 14. Februar 2020 1 Woche | 1                                                         | The Weeknd                                                | Heartless                                                 | –                         |
| 15. Februar 2020 – 14. Februar 2020 1 Woche (insgesamt 3) | 3                                                         | Arizona Zervas                                            | Roxanne                                                   | –                         |
| 22. Februar 2020 – 20. März 2020 4 Wochen (insgesamt 6) | 6                                                         | Roddy Ricch                                               | The Box                                                   | –                         |
| 21. März 2020 – 27. März 2020 1 Woche | 1                                                         | Future feat. Drake                                        | Life Is Good                                              | –                         |
| 28. März 2020 – 3. April 2020 1 Woche | 1                                                         | Russ & Bia                                                | Best On Earth                                             | –                         |
| 4. April 2020 – 17. April 2020 2 Wochen (insgesamt 6) | 6                                                         | Roddy Ricch                                               | The Box                                                   | –                         |
| 18. April 2020 – 8. Mai 2020 3 Wochen | 3                                                         | Doja Cat                                                  | Say So                                                    | –                         |
| 9. Mai 2020 – 29. Mai 2020 3 Wochen | 3                                                         | Drake                                                     | Toosie Slide                                              | –                         |
| 30. Mai 2020 – 12. Juni 2020 2 Wochen | 2                                                         | Megan Thee Stallion feat. Beyoncé                         | Savage (Remix)                                            | –                         |
| 13. Juni 2020 – 19. Juni 2020 1 Woche | 1                                                         | Roddy Ricch feat. Mustard                                 | High Fashion                                              | –                         |
| 20. Juni 2020 – 3. Juli 2020 2 Wochen | 2                                                         | Lil Mosey                                                 | Blueberry Faygo                                           | –                         |
| 4. Juli 2020 – 17. Juli 2020 2 Wochen (insgesamt 9) | 9                                                         | DaBaby feat. Roddy Ricch                                  | Rockstar                                                  | –                         |
| 18. Juli 2020 – 24. Juli 2020 1 Woche | 1                                                         | Jack Harlow feat. DaBaby, Tory Lanez & Lil Wayne          | Whats Poppin                                              | –                         |
| 25. Juli 2020 – 31. Juli 2020 1 Woche (insgesamt 9) | 9                                                         | DaBaby feat. Roddy Ricch                                  | Rockstar                                                  | –                         |
| 1. August 2020 – 7. August 2020 1 Woche | 1                                                         | Chris Brown feat. Young Thug                              | Go Crazy                                                  | –                         |
| 8. August 2020 – 18. September 2020 6 Wochen (insgesamt 9) | 9                                                         | DaBaby feat. Roddy Ricch                                  | Rockstar                                                  | –                         |
| 19. September 2020 – 25. September 2020 1 Woche | 1                                                         | DJ Khaled feat. Drake                                     | Popstar                                                   | –                         |
| 26. September 2020 – 2. Oktober 2020 1 Woche | 1                                                         | Cardi B feat. Megan Thee Stallion                         | WAP                                                       | –                         |
| 3. Oktober 2020 – 6. November 2020 5 Wochen | 5                                                         | Drake feat. Lil Durk                                      | Laugh Now Cry Later                                       | –                         |
| 7. November 2020 – 27. November 2020 3 Wochen | 3                                                         | 24kGoldn feat. Iann Dior                                  | Mood                                                      | –                         |
| 28. November 2020 – 11. Dezember 2020 2 Wochen | 2                                                         | Internet Money & Gunna feat. Don Toliver & Nav            | Lemonade                                                  | –                         |
| 12. Dezember 2020 – 25. Dezember 2020 2 Wochen (insgesamt 5) | 5                                                         | Pop Smoke feat. Lil Baby & DaBaby                         | For The Night                                             | –                         |
| 26. Dezember 2020 – 1. Januar 2021 1 Woche | 1                                                         | Jhené Aiko feat. H.E.R.                                   | B.S.                                                      | –                         |